# Pseudomystus siamensis
Pseudomystus siamensis és una espècie de peix de la família dels bàgrids i de l'ordre dels siluriformes. Es troba a les conques dels rius Chao Phraya, Mekong, Maeklong i del sud-est de Tailàndia. Els mascles poden assolir els 15 cm de longitud total.